# Зачепилівка (село)
Зачепи́лівка —  село в Україні, у Новосанжарській селищній громаді Полтавського району Полтавської області. Населення — 906 чоловік.

## Географія
Село Зачепилівка знаходиться на лівому березі річки Ворскла, вище за течією на відстані 1 км розташоване село Клюсівка, нижче за течією на відстані в 1,5 км розташоване село Жирки, на протилежному березі - селище Нові Санжари та село Забрідки. Річка в цьому місці звивиста, утворює лимани та заболочені озера. Поруч проходить залізниця, станція Бабенкове за 2 км.
На околицях села знаходиться ботанічний заказник місцевого значення Зачепилівський.

## Населення

### Мова
Розподіл населення за рідною мовою за даними перепису 2001 року:
| Мова            | Кількість | Відсоток |
| --------------- | --------- | -------- |
| українська      | 845       | 93.27%   |
| російська       | 39        | 4.30%    |
| циганська       | 16        | 1.77%    |
| білоруська      | 3         | 0.33%    |
| румунська       | 1         | 0.11%    |
| угорська        | 1         | 0.11%    |
| інші/не вказали | 1         | 0.11%    |
| Усього          | 906       | 100%     |

## Історія
12 червня 2020 року, відповідно до розпорядження Кабінету Міністрів України № 721-р «Про визначення адміністративних центрів та затвердження територій територіальних громад Полтавської області», село увійшло до складу Новосанжарської селищної громади.
19 липня 2020 року, в результаті адміністративно - територіальної реформи та ліквідації Новосанжарського району, село увійшло до складу новоутвореного Полтавського району Полтавської області.

## Економіка
- Новосанжарський ветсанутильзавод, ДП.
- Новосанжарська сільгоспхімія.

## Об'єкти соціальної сфери
- Школа I-II ст. ім. Бориса Олійника.
- Будинок культури.

## Відомі люди
У Зачепилівці народилися такі особи:
- український письменник, політичний діяч Борис Олійник;
- український мистецтвознавець Дмитро Григорович Янко.
- український письменник Володимир Субота